# باشگاه فوتبال شهرداری بندر ماهشهر
باشگاه فوتبال شهرداری بندر ماهشهر یک باشگاه فوتبال ایرانی است که در بندر ماهشهر واقع شده است.
این تیم در فصل ۹۵–۹۶ به عنوان تیم اول گروه دوم رقابتهای دسته دوم باشگاه‌های کشور قرار گرفت و سابقه حضور در لیگ دسته اول را دارد و هم‌اکنون در لیگ دسته دوم فوتبال ایران حضور دارد.
بهترین نمایش شهرداری ماهشهر در لیگ دسته دوم فوتبال ایران، در فصل ۲۰۱۹ و با سرمربیگری مهدی پاشازاده، پیشکسوت ارزشمند فوتبال ایران بود. زمین تمرین این باشگاه بلوار کمربندی فاز۷ بندر ماهشهر می‌باشد

## مربیان پیشین
- مجید باقری‌نیا (مرداد ۱۳۹۵-خرداد ۱۳۹۶)
- سید کوروش موسوی (خرداد ۱۳۹۶-آبان ۱۳۹۶)
- کوروش برمک (موقت) (آبان ۱۳۹۷-آذر ۱۳۹۷)
- علیرضا مرزبان (آذر ۱۳۹۶-خرداد ۱۳۹۷)
- داوود مهابادی (خرداد ۱۳۹۷-آذر ۱۳۹۷)
- مجید نامجو مطلق (دی ۱۳۹۷-بهمن ۱۳۹۷)
- کوروش بختیاری‌زاده (موقت) (بهمن ۱۳۹۷-اسفند ۱۳۹۷)
- مهدی پاشازاده (اسفند ۱۳۹۷)
- عزیز فریسات (اسفند ۱۳۹۷-مرداد ۱۳۹۸)
- مهدی پاشازاده (مرداد ۱۳۹۸-تیر ۱۳۹۹)
- حسن شیرعلی (تیر ۱۳۹۹-تیر ۱۴۰۱)
- مهرداد خادمی (تیر ۱۴۰۱-تیر ۱۴۰۲)
- امیر خلیفه‌اصل (تیر ۱۴۰۲-فروردین ۱۴۰۳)
- فرشاد پیوس (فروردین ۱۴۰۳-خرداد ۱۴۰۳)
- موسی قنواتی (شهریور ۱۴۰۳- بهمن ۱۴۰۳)
- مجید باقری‌نیا (بهمن ۱۴۰۳-)

## افتخارات
- لیگ دسته دوم فوتبال ایران

 قهرمان (۱): ۱۷–۲۰۱۶
- لیگ دسته سوم فوتبال ایران

 قهرمان (۱): ۹۴-۱۳۹۳